# Opactwo cystersów w Bierzwniku
Opactwo cystersów w Bierzwniku – dawny kościół i klasztor cystersów, znajdujący się we wsi Bierzwnik, w województwie zachodniopomorskim.

## Historia
Klasztor został ufundowany w 1286 przez margrabiów brandenburskich ze starszej (stendalskiej) linii dynastii askańskiej. Byli to Otto IV ze Strzałą i jego brat Konrad oraz syn Konrada, Jan IV. Zakonnicy objęli klasztor w dniu 11 czerwca 1294 roku. Zapewne w 1539 roku po wprowadzeniu reformacji klasztor został skasowany przez margrabiego brandenburskiego Jana Hohenzollerna. Z dóbr klasztornych w 1549 roku margrabia utworzył domenę (Amt), której centrum stał się dworek myśliwski w Lipince (Jagersburg), na półwyspie Jeziora Radęcińskiego. Zabudowania klasztorne zostały przekształcone w budynki gospodarcze domeny.

## Stan obecny
Obecnie dawny klasztor zajmuje parafia Matki Bożej Szkaplerznej w Bierzwniku. Z dawnych zabudowań do dziś przetrwały: parterowa kondygnacja skrzydła wschodniego i południowego oraz prawie doskonale zachowane fragmenty piwnic skrzydła zachodniego i elementy krużganka zachodniego. Kościół poklasztorny został przebudowany w XIX wieku.